# Moira Gemmill

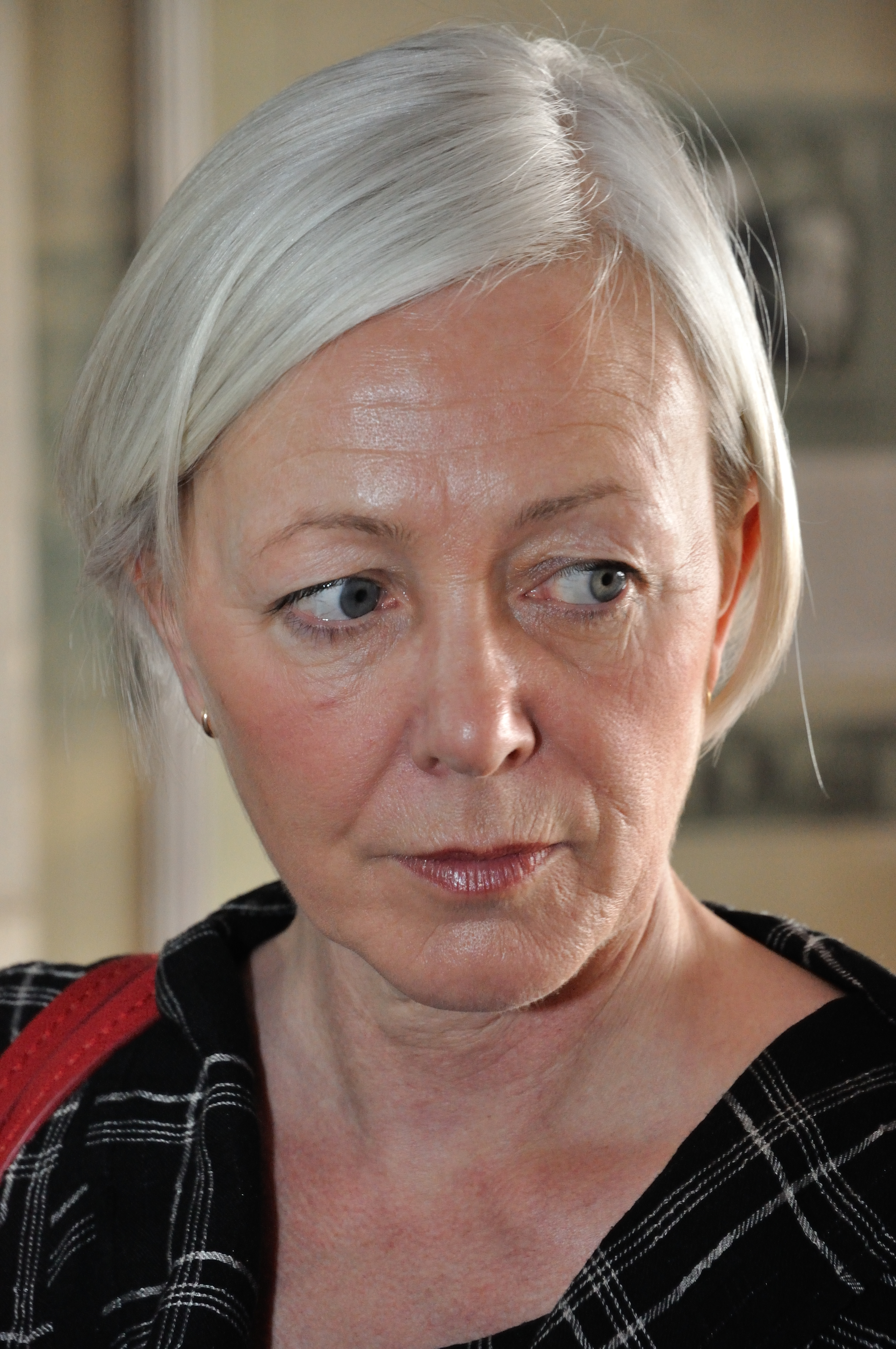
Moira Gemmill 2013

Moira Elizabeth Gemmill (geboren 18. September 1959 in Campbeltown auf der Halbinsel Kintyre, Schottland; gestorben 9. April 2015 in London) war eine britische Architektin, Designerin und Direktorin am Museum of London, am Viktoria and Albert Museum und beim Royal Collection Trust.

## Leben

### Jugend und Ausbildung
Gemmill war die Tochter von Helen und John Gemmill und wuchs auf einem Bauernhof in Kintyre an der Westküste Schottlands auf. Sie studierte Grafikdesign und Fotografie an der Glasgow School of Art.

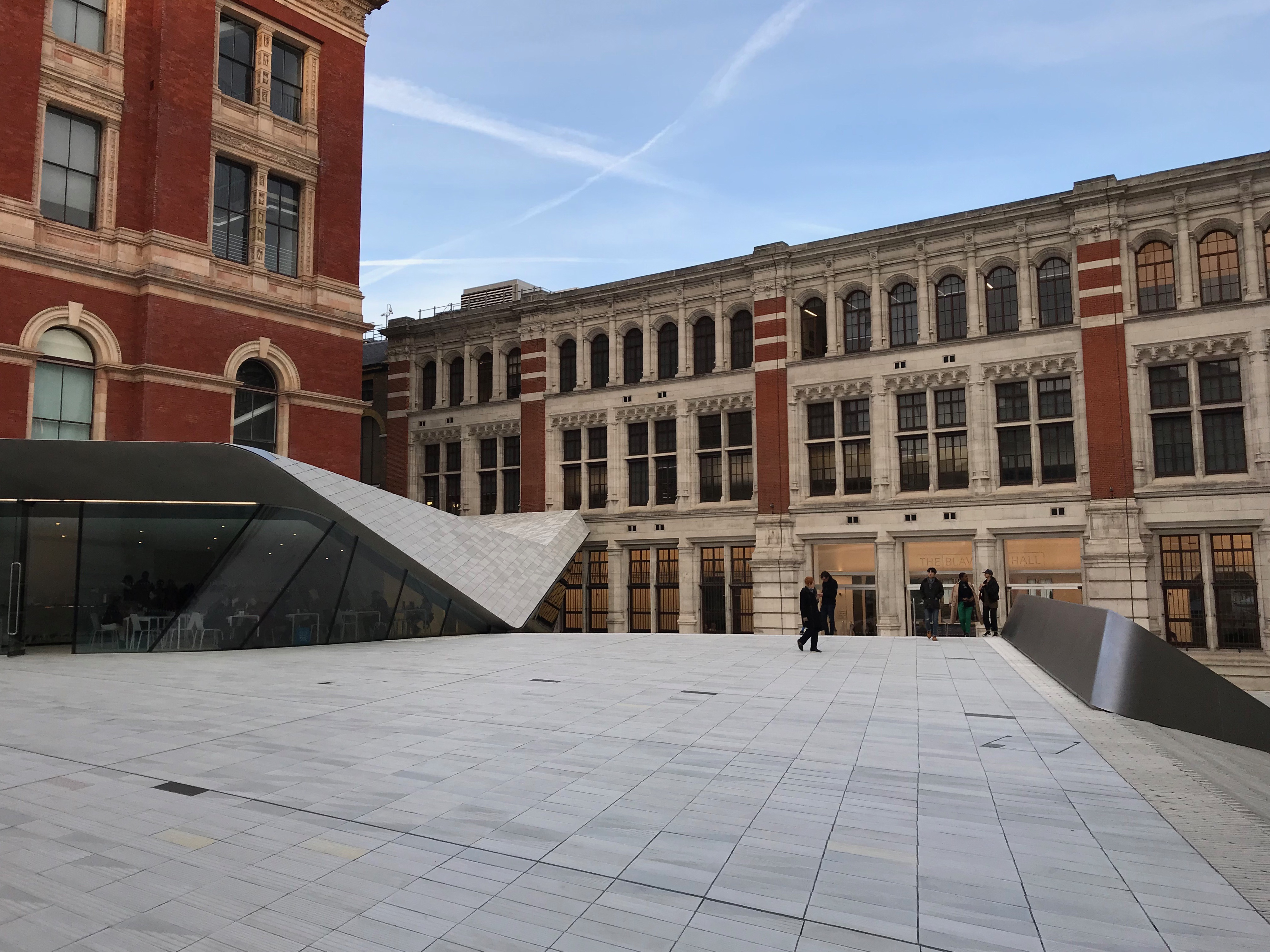
V&A: Exhibition Road Eingang, Architektin: Amanda Levete

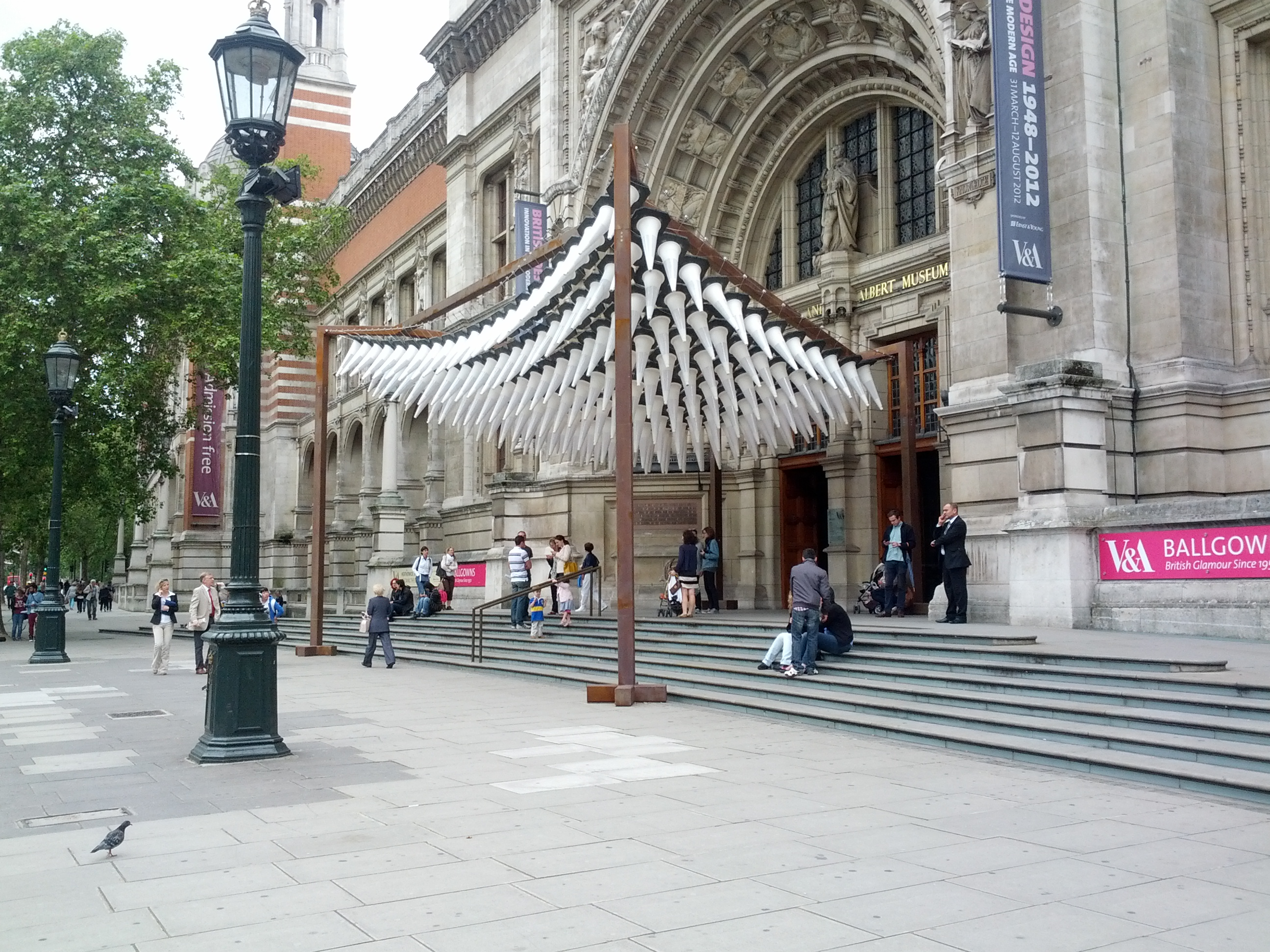
V&A: Traffic Cones von Thomas Heatherwick

### Berufsleben
Nach dem Studium zog Gemmill 1981 nach Aberdeen und gründete dort die Zeitschrift Citygirl, die jedoch aus finanziellen Gründen eingestellt werden musste. Danach arbeitete Gemmill in der Aberdeen Art Gallery mit Ian McKenzie Smith zusammen.
1997 wurde sie Leiterin der Abteilung Design und Ausstellungen im Museum of London. Sie war etwa mit Magdalen Fisher verantwortlich für die Ausstellungen London Bodies (1998) oder Terence Donovan: The eye that never sleeps (1999).
Von 2002 bis 2014 war sie Designdirektorin im Victoria and Albert Museum (V&A). Seit 2005 arbeitete sie dort an dem sogenannten Future plan. Dabei verfolgte sie beharrlich die Strategie, die Architektur der historischen Gebäude für den Museumsbesucher sichtbar zu machen, natürliches Licht zu nutzen, Blicke nach draußen und in die Innenhöfe zu ermöglichen. In mehr als 40 Projekten machte sie die Geschichte der verschiedenen Gebäude des Victoria and Albert Museums sichtbar, reaktivierte die Teesalons und gab gleichzeitig Architekten wie Amanda Levete oder Thomas Heatherwick die Gelegenheit, durch moderne Gebäudezusätze oder Installationen mit den historischen Gebäuden zu kommunizieren. Gemmill engagierte sich dafür, dass zahllose Ausstellungen des V&A in Museen in aller Welt gezeigt wurden. So baute sie auch die Beziehung des V&A zu den indischen Museen Dr. Bhau Daji Lad Museum in Mumbai und dem National Institute of Design in Ahmedabad auf. Sie wirkte maßgeblich daran mit, dass 2018 das V&A Dundee, entworfen von dem japanischen Architekten Kengo Kuma, eröffnet werden konnte.
Im Februar 2015 war sie zur Direktorin für Kapitalprogramme beim Royal Collection Trust ernannt worden. Als solche war sie zuständig für die Renovierung von Windsor Castle und Holyrood Palace in Edinburgh.

### Tod
Gemmill starb nach einem Zusammenstoß mit einem Lastwagen am Millbank-Kreisverkehr in der Nähe der Lambeth Bridge, als sie mit dem Fahrrad von ihrem Haus in Kennington zu ihrem Arbeitsplatz im St. James’s Palace fuhr.
Am 20. April 2015 veranstaltete die Bürgerinitiative Stop Killing Cyclists ein „Die-in“ am Ort des Todes von Gemmill, um gegen die Zahl der auf britischen Straßen getöteten Radfahrer zu protestieren.

### Ehrungen
Gemmill war Fellow der Royal Society of Arts. Sie wurde 2011 zum Ehrenmitglied des Royal Institute of British Architects (RIBA) ernannt. Sie war Jurymitglied bei den Women in Architecture Awards, die seit 2011 von der Zeitschrift Architectural Review (AR) vergeben werden. Auch war sie Vorsitzende der V&A Illustration Awards.
In ehrendem Gedenken wird seit 2015 der Moira Gemmill Prize for Emerging Architecture vergeben, der von den Zeitschriften Architectural Review und The Architects' Journal jährlich im Rahmen der Women in Architecture Awards mit 10.000 Pfund dotiert wird. Damit sollen internationale Architektinnen in ihrer Entwicklung gefördert werden, die durch abgeschlossene Projekte herausragende Leistungen unter Beweis gestellt haben.

## Veröffentlichungen
- About museums. Museology, exhibit design, preventative conservation = museologia, museografia, conservazione preventiva. Laboratorio museotecnico Goppion, Mailand 2006, OCLC 1009005491 (englisch, italienisch).
- mit James Pallister (Hrsg.): V & A future plan: Transforming the world's favourite museum of art and design. Emap, London 2014, ISBN 978-0-9567877-5-0 (englisch).